# Pietro da Rimini
Pietro da Rimini, född 1280, död 1350, var en italiensk målare verksam omkring 1300–1333 i Rimini. 
Pietro var en central gestalt i Riminiskolan som kombinerade influenser från Giotto med mer lyrisk inspiration från tidigare konstnärer som Pietro Cavallini. Pietro färdigställde Den helige Franciskus 1333, nu i Montottone och Nedtagningen från korset i Urbino (hans enda signerade verk) cirka 1330. 
Skildringen i Nedtagningen har dramatiserats, och Kristi lidande har accentuerats i Giottos anda genom att hans kropp har överdimensionerats och dess tyngd framhävts av de hängande armarna. Samtidigt rymmer verket drag av ungrenässansens realism och studium i till exempel det halvtransparenta tygstycket. 

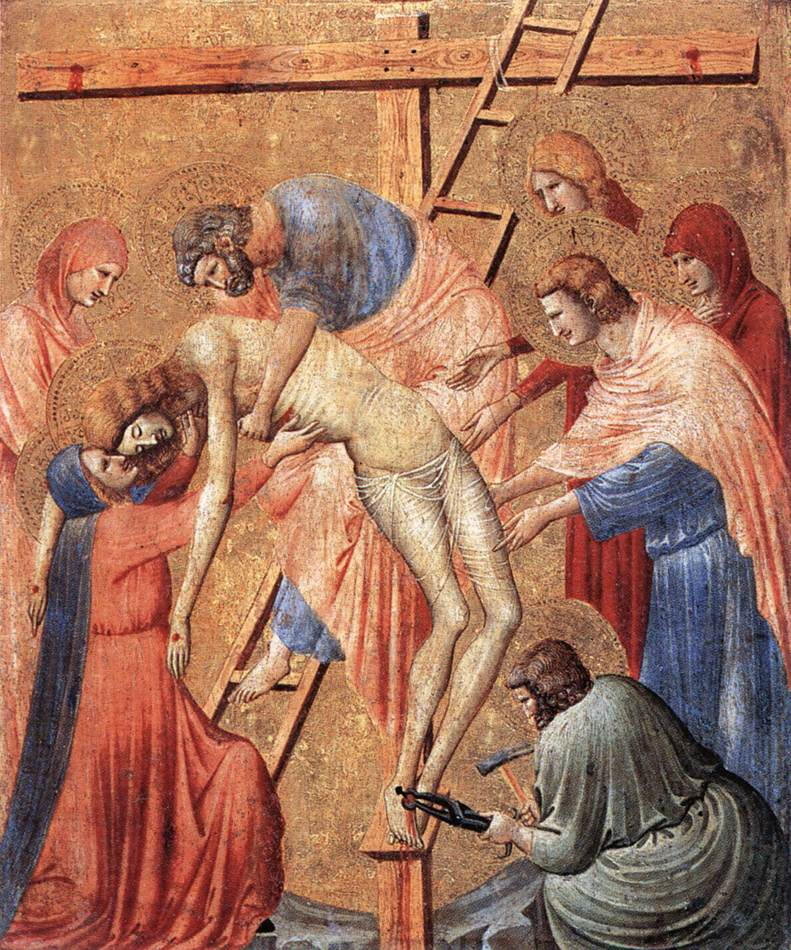
Pietro da Rimini – Nedtagningen från korset (cirka 1330). Louvren, Paris.